# Giáo sĩ

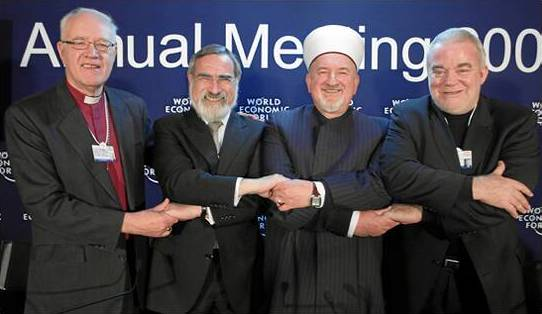
(từ trái qua phải)
George Carey, cựu tổng giám mục Canterbury, Jonathan Sacks, Rabbi trưởng (Anh), Mustafa Cerić, Đại Mufti của Bosnia, Jim Wallis (Hoa Kỳ). Diễn đàn kinh tế thế giới năm 2009 tại Davos, Thụy Sĩ.

Giáo sĩ là nhóm riêng biệt được lựa chọn trong một số tôn giáo nhất định. Vai trò và nhiệm vụ của giáo sĩ tùy thuộc các truyền thống tôn giáo khác nhau nhưng thường liên quan đến việc chủ trì các nghi lễ, thẩm quyền giảng dạy giáo lý và hướng dẫn thực hành tôn giáo. Trong các giáo hội Công giáo, trước khi được tuyển chọn lên hàng giáo sĩ phải trải qua quá trình đào luyện nghiêm khắc trong khoảng từ 07 đến 13 năm, ít nhất phải tốt nghiệp cử nhân triết học, cử nhân thần học ở các trường đại học Công Giáo (trường dòng) hoặc đại chủng viện được Tòa Thánh Vatican công nhận